# Il mistero di Ron Kamonohashi
Il mistero di Ron Kamonohashi (鴨乃橋ロンの禁断推理?, Kamonohashi Ron no kindan suiri) è un manga shōnen scritto e disegnato da Akira Amano, pubblicato dalla Shūeisha su Shōnen Jump+ dall'11 ottobre 2020 al 6 luglio 2025; l'edizione italiana è a cura della Edizioni BD, mediante la propria etichetta J-Pop, che pubblica l'opera dal 28 settembre 2022.
Un adattamento anime animato da Diomedéa è stato trasmesso in Giappone dal 2 ottobre al 25 dicembre 2023. Una seconda stagione è stata trasmessa dal 7 ottobre al 30 dicembre 2024.

## Trama
Totomaru Isshiki è un investigatore motivato e di buon cuore, ma completamente negato in quanto a risolvere i casi; inizia così una particolare collaborazione con Ron Kamonohashi, detective geniale ma dal carattere difficile e con molti segreti nascosti. 

## Media

### Manga
Il manga, scritto e disegnato da Akira Amano, è stato serializzato dall'11 ottobre 2020 sulla rivista online Shōnen Jump+ edita da Shūeisha. La prima parte si è conclusa il 30 aprile 2023 mentre la seconda è iniziata il 4 giugno seguente. La serie si è conclusa il 6 luglio 2025. I capitoli vengono raccolti in volumi tankōbon a partire dal 4 febbraio 2021. Al 4 giugno 2025 i volumi totali pubblicati sono 17.
In Italia la serie è stata annunciata il 25 luglio 2022 da Edizioni BD che la pubblica sotto l'etichetta J-Pop a partire dal 28 settembre 2022. La traduzione dei testi è curata da Nicola Angaran (vol. 1-3) e Marcello Capponi (vol. 4+), mentre l'adattamento è realizzato da Valentina A. Sala.

#### Volumi
| 1  | 4 febbraio 2021 | ISBN 978-4-08-882564-9 | 28 settembre 2022 | ISBN 978-88-349-1143-3 |
| 1  | Capitoli - 1. Il caso degli annegamenti seriali metropolitani (大都会連続溺死事件?, Dai tokai renzoku dekishi jiken) - 2. Il caso del furto del salvadanaio a stanza chiusa (密室の貯金箱盗難事件?, Misshitsu no chokin-bako tōnan jiken) - 3-4. Il caso dell'omicidio alle terme Benizome (1-2) (紅染温泉殺人事件①–②?, Benizome onsen satsujin jiken 1-2) - 5. Il caso del collezionista di mani (1) (ハンドコレクター殺人事件①?, Handokorekutā satsujin jiken 1) |                        |                   |                        |
| 2  | 30 aprile 2021 | ISBN 978-4-08-882650-9 | 30 novembre 2022  | ISBN 978-88-349-1215-7 |
| 2  | Capitoli - 6. Il caso del collezionista di mani (2) (ハンドコレクター殺人事件②?, Handokorekutā satsujin jiken 2) - 7-8. Il caso dell'omicidio in diretta televisiva (1-2) (生放送殺人事件①–②?, Namahōsō satsujin jiken 1-2) - 9-12. Il caso dell'omicidio sulla remota isola osservatorio (1-4) (孤島天文台殺人事件①–④?, Kotō tenmondai satsujin jiken 1-4) |                        |                   |                        |
| 3  | 4 agosto 2021 | ISBN 978-4-08-882738-4 | 1º febbraio 2023  | ISBN 978-88-349-1811-1 |
| 3  | Capitoli - 13. Il caso dell'omicidio sulla remota isola osservatorio (5) (孤島天文台殺人事件⑤?, Kotō tenmondai satsujin jiken 5) - 14-15. Il caso del caffellatte avvelenato (1-2) (毒入りカフェラテ殺人事件①–②?, Doku-iri kaferate satsujin jiken 1-2) - Speciale. Il caso dell'omicidio all'alba in un recinto di sabbia (夜明けの砂場殺人事件?, Yoake no sunaba satsujin jiken) - 16-17. Il caso del camaleonte pazzo (1-2) (マッドカメレオン殺人事件①–②?, Maddokamereon satsujin jiken 1-2) - 18. Il caso della divinità di Yada (1) (夜蛇神様殺人事件①?, Yoru jagamisama satsujin jiken 1) |                        |                   |                        |
| 4  | 4 novembre 2021 | ISBN 978-4-08-882840-4 | 5 aprile 2023     | ISBN 978-88-349-1926-2 |
| 4  | Capitoli - 19-21. Il caso della divinità di Yada (2-4) (夜蛇神様殺人事件②–④?, Yoru jagamisama satsujin jiken 2-4) - 22-27. Il caso degli omicidi seriali nell'apocalisse di Shibuya (1-6) (渋谷黙示録連続殺人事件①–⑥?, Shibuya mokushiroku renzoku satsujin jiken 1-6) - 28. Il caso dell'annegamento davanti al chiosco sulla spiaggia in piena estate (1) (真夏の海の家水死事件①?, Manatsu no uminoya suishi jiken 1) |                        |                   |                        |
| 5  | 4 febbraio 2022 | ISBN 978-4-08-883021-6 | 31 maggio 2023    | ISBN 978-88-349-2046-6 |
| 5  | Capitoli - 29-30. Il caso dell'annegamento davanti al chiosco sulla spiaggia in piena estate (2-3) (真夏の海の家水死事件②–③?, Manatsu no uminoya suishi jiken 2-3) - 31-34. Il caso del rapimento del genio compositore (1-4) (天才作曲家誘拐事件①–④?, Tensai sakkyokka yūkai jiken 1-4) - 35-37. Il caso di omicidio nel laboratorio di psicologia (1-3) (心理学研究室殺人事件①–③?, Shinri-gaku kenkyūshitsu satsujin jiken 1-3) - 38. Il caso degli omicidi seriali nell'auberge sull'altopiano (1) (高原オーベルジュ連続殺人事件①?, Kōgen ōberuju renzoku satsujin jiken 1)                  |                        |                   |                        |
| 6  | 2 maggio 2022 | ISBN 978-4-08-883108-4 | 26 luglio 2023    | ISBN 978-88-349-2182-1 |
| 6  | Capitoli - 39-45. Il caso degli omicidi seriali nell'auberge sull'altopiano (2-8) (高原オーベルジュ連続殺人事件②–⑧?, Kōgen ōberuju renzoku satsujin jiken 2-8) - 46-48. Il caso di omicidio del principe indovino (1-3) (占いプリンス殺人事件①–③?, Uranai purinsu satsujin jiken 1-3) |                        |                   |                        |
| 7  | 4 agosto 2022 | ISBN 978-4-08-883207-4 | 27 settembre 2023 | ISBN 978-88-349-2183-8 |
| 7  | Capitoli - 49-50. Il caso di omicidio della testa palloncino (1-2) (風船生首殺人事件①–②?, Fūsen namakubi satsujin jiken 1-2) - 51-57. Il caso di omicidio a stanza chiusa nella "Prigione gemella" (1-7) (「双子の牢」密室殺人事件①–⑦?, `Futago no rō' misshitsu satsujin jiken 1-7) - 58. Il caso del cavolo cinese scomparso (1) (消えた白菜事件①?, Kieta hakusai jiken 1) |                        |                   |                        |
| 8  | 4 novembre 2022 | ISBN 978-4-08-883298-2 | 22 novembre 2023  | ISBN 978-88-349-1309-3 |
| 8  | Capitoli - 59. Il caso del cavolo cinese scomparso (2) (消えた白菜事件②?, Kieta hakusai jiken 2) - 60-62. Il caso dei caratteri di sangue invisibili (1-3) (見えない血文字殺人事件①–③?, Mienai chi moji satsujin jiken 1-3) - 63-67. Il caso di omicidio delle monete e delle incisioni (1-5) (硬貨と刻印殺人事件①–⑤?, Kōka to kokuin satsujin jiken 1-5) - 68. Il caso di omicidio al Bon Odori (1) (盆踊り殺人事件①?, Bon'odori satsujin jiken 1) |                        |                   |                        |
| 9  | 4 gennaio 2023 | ISBN 978-4-08-883351-4 | 31 gennaio 2024   | ISBN 978-88-349-2390-0 |
| 9  | Capitoli - 69-71. Il caso di omicidio al Bon Odori (2-4) (盆踊り殺人事件②–④?, Bon'odori satsujin jiken 2-4) - 72-73. Un invito da parte di Mylo (1-2) (マイロからの招待状①–②?, Mairo kara no jōtaijō 1-2) - 74-75. Il caso del tirocinio insanguinato (1-2) (血の実習事件①–②?, Chi no jisshū jiken 1-2) - 76-78. Il caso degli omicidi seriali durante la tragica navigazione (1-3) (悲劇の航海連続殺人事件①–③?, Higeki no kōkai renzoku satsujin jiken 1-3) |                        |                   |                        |
| 10 | 4 aprile 2023 | ISBN 978-4-08-883473-3 | 6 marzo 2024      | ISBN 978-88-349-2493-8 |
| 10 | Capitoli - 79-88. Il caso degli omicidi seriali durante la tragica navigazione (4-13) (悲劇の航海連続殺人事件④–⑬?, Higeki no kōkai renzoku satsujin jiken 4-13) |                        |                   |                        |
| 11 | 4 luglio 2023 | ISBN 978-4-08-883615-7 | 12 giugno 2024    | ISBN 978-88-349-2561-4 |
| 11 | Capitoli - 89-96. Il caso degli omicidi seriali durante la tragica navigazione (14-21) (悲劇の航海連続殺人事件⑭–㉑?, Higeki no kōkai renzoku satsujin jiken 14-21) - 97. Il ritorno di Ron Kamonohashi (1) (鴨乃橋ロンの帰還①?, Kamonohashi Ron no kikan 1) |                        |                   |                        |
| 12 | 4 ottobre 2023 | ISBN 978-4-08-883732-1 | 11 settembre 2024 | ISBN 978-88-349-2709-0 |
| 12 | Capitoli - 98–100. Il ritorno di Ron Kamonohashi (2-4) (鴨乃橋ロンの帰還②–④?, Kamonohashi Ron no kikan 2-4) - 101–106. Il caso degli omicidi seriali delle figure mitologiche (1-6) (幻想獣連続殺人事件①–⑥?, Gensō-jū renzoku satsujin jiken 1-6) |                        |                   |                        |
| 13 | 4 marzo 2024 | ISBN 978-4-08-883861-8 | 31 dicembre 2024  | ISBN 978-88-349-3089-2 |
| 13 | Capitoli - 107–115. Il caso degli omicidi seriali delle figure mitologiche (7-15) (幻想獣連続殺人事件⑦–⑮?, Gensō-jū renzoku satsujin jiken 7-15) |                        |                   |                        |
| 14 | 4 giugno 2024 | ISBN 978-4-08-884083-3 | 4 giugno 2025     | ISBN 978-88-349-3290-2 |
| 14 | Capitoli - 116. (幻想獣連続殺人事件⑯?, Gensō-jū renzoku satsujin jiken ⑯) - 117-120. (メゾン・ド・カモノハシの怪事件①–④?, Mezon do kamonohashi no kai jiken ①–④) - 121-124. (鎌倉茶屋殺人事件①–④?, Kamakura chaya satsujin jiken ①–④) - 125. (狙われる世界探偵連盟①?, Nerawa reru sekai tantei renmei ①) |                        |                   |                        |
| 15 | 4 ottobre 2024 | ISBN 978-4-08-884231-8 | settembre 2025    | ISBN 978-88-349-3650-4 |
| 15 | Capitoli - 126. (狙われる世界探偵連盟②?, Nerawa reru sekai tantei renmei ②) - 127-132. (大観覧車密室消失事件①–⑥?, Dai kanran-sha misshitsu shōshitsu jiken ①–⑥) - 133-135. (包囲される鴨乃橋ロン①–③?, Hōi sareru Kamonohashi Ron ①–③) |                        |                   |                        |
| 16 | 4 febbraio 2025 | ISBN 978-4-08-884440-4 | —                 | —                      |
| 16 | Capitoli - 136-145. (東京キメラ連続殺人事件①–⑩?, Tōkyō Kimera renzoku satsujin jiken ①–⑩) |                        |                   |                        |
| 17 | 4 giugno 2025 | ISBN 978-4-08-884553-1 | —                 | —                      |
| 17 | Capitoli - 146–147. (東京キメラ連続殺人事件⑪–⑫?, Tōkyō Kimera renzoku satsujin jiken ⑪–⑫) - 148–151. (アリスとの決戦前夜①–④?, Arisu to no kessen zen'ya ①–④) - 152–154. (刻の島連続殺人事件①–③?, Koku no shima renzoku satsujin jiken ①–③) |                        |                   |                        |
| 18 | 4 settembre 2025 | ISBN 978-4-08-884672-9 | —                 | —                      |

### Anime

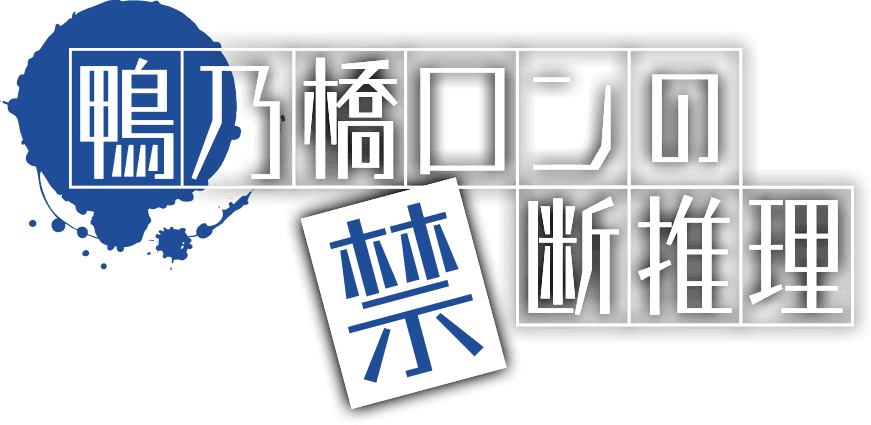
Logo della serie

Un adattamento anime è stato annunciato il 16 dicembre 2022. La serie è prodotta dallo studio Diomedéa e diretta da Shōta Ihata, con la sceneggiatura scritta da Wataru Watari, il character design di Masakazu Ishikawa e la colonna sonora composta da Yō Tsuji. La prima stagione è stata trasmessa in Giappone dal 2 ottobre al 25 dicembre 2023 su AT-X e altre reti. La sigla d'apertura è Ikenai Fool Logic (いけない Fool Logic?) degli Unison Square Garden mentre quella di chiusura è Lipsync (リップシンク?, Rippushinku) di Hockrockb. I diritti per la distribuzione internazionale al di fuori dell'Asia sono stati acquistati da Crunchyroll che l'ha pubblicata in simulcast in versione sottotitolata in vari Paesi del mondo, tra cui l'Italia. Medialink invece ha concesso in licenza la serie nel sud-est asiatico e Oceania (fatta eccezione per Australia e Nuova Zelanda) e l'ha trasmessa in streaming sul suo canale YouTube Ani-One Asia per gli abbonati Ultra.
Una seconda stagione è stata annunciata dopo la conclusione della prima. È stata trasmessa dal 7 ottobre al 30 dicembre 2024. La sigla d'apertura è Feedback o narashite (フィードバックを鳴らして?, Fīdobakku o narashite, lett. "Dare un feedback") degli Humbreaders mentre quella di chiusura è Labyrinth (ラビリンス?, Rabirinsu) degli Hockrockb.

#### Episodi

##### Prima stagione
| Nº serie | Nº | Titolo italiano Giapponese 「Kanji」 - Rōmaji                                                                                      | In onda          | In onda |
| Nº serie | Nº | Titolo italiano Giapponese 「Kanji」 - Rōmaji                                                                                      | Giapponese       |         |
| 1        | 1  | Il caso degli annegamenti seriali in città 「大都会連続溺死事件」 - Daitokai renzoku dekishi jiken                                 | 2 ottobre 2023   |         |
| 2        | 2  | Il caso del furto del salvadanaio - un mistero a porte chiuse 「密室の貯金箱盗難事件」 - Misshitsu no chokinbako tōnan jiken       | 9 ottobre 2023   |         |
| 3        | 3  | Il caso dell'omicidio alle terme Benizome (prima parte) 「紅染温泉殺人事件【前編】」 - Benizome onsen satsujin jiken [zenpen]      | 16 ottobre 2023  |         |
| 4        | 4  | Il caso dell'omicidio alle terme Benizome (seconda parte) 「紅染温泉殺人事件【後編】」 - Benizome onsen satsujin jiken [kōhen]     | 23 ottobre 2023  |         |
| 5        | 5  | Il caso dell'Hand Collector 「ハンドコレクター殺人事件」 - Hando Korekutā satsujin jiken                                           | 30 ottobre 2023  |         |
| 6        | 6  | Il caso dell'omicidio in diretta 「生放送殺人事件」 - Namahōsō satsujin jiken                                                      | 6 novembre 2023  |         |
| 7        | 7  | Il caso d'omicidio all'Osservatorio Nandan (prima parte) 「孤島天文台殺人事件【前編】」 - Kotō tenmondai satsujin jiken [zenpen]   | 13 novembre 2023 |         |
| 8        | 8  | Il caso d'omicidio all'Osservatorio Nandan (seconda parte) 「孤島天文台殺人事件【中編】」 - Kotō tenmondai satsujin jiken [chūhen] | 20 novembre 2023 |         |
| 9        | 9  | Il caso d'omicidio all'Osservatorio Nandan (terza parte) 「孤島天文台殺人事件【後編】」 - Kotō tenmondai satsujin jiken [kōhen]    | 27 novembre 2023 |         |
| 10       | 10 | Il caso del cappuccino avvelenato 「毒入りカフェラテ殺人事件」 - Doku-iri Kaferate satsujin jiken                                  | 4 dicembre 2023  |         |
| 11       | 11 | Il caso del Mad Chameleon 「マッドカメレオン殺人事件」 - Maddo Kamereon satsujin jiken                                             | 11 dicembre 2023 |         |
| 12       | 12 | Il caso della divinità Yada 「夜蛇神様殺人事件【前編】」 - Yoru jagamisama satsujin jiken [zenpen]                                 | 18 dicembre 2023 |         |
| 13       | 13 | Il caso della divinità Yada (seconda parte) 「夜蛇神様殺人事件【前編】」 - Yoru jagamisama satsujin jiken [zenpen]                 | 25 dicembre 2023 |         |

##### Seconda stagione
| Nº serie | Nº | Titolo italiano Giapponese 「Kanji」 - Rōmaji | In onda          | In onda |
| Nº serie | Nº | Titolo italiano Giapponese 「Kanji」 - Rōmaji | Giapponese       |         |
| 14       | 1  | Il caso degli omicidi seriali dell'Apocalisse di Shibuya (prima parte) 「渋谷黙示録連続殺人事件【前編】」 - Shibuya mokushiroku renzoku satsujin jiken [zenpen]      | 7 ottobre 2024   |         |
| 15       | 2  | Il caso degli omicidi seriali dell'Apocalisse di Shibuya (seconda parte) 「渋谷黙示録連続殺人事件【中編】」 - Shibuya mokushiroku renzoku satsujin jiken [chūhen]    | 14 ottobre 2024  |         |
| 16       | 3  | Il caso degli omicidi seriali dell'Apocalisse di Shibuya (ultima parte) 「渋谷黙示録連続殺人事件【後編】」 - Shibuya mokushiroku renzoku satsujin jiken [kōhen]      | 21 ottobre 2024  |         |
| 17       | 4  | Il caso dell'annegamento in piena estate al chiosco sulla spiaggia (prima parte) 「真夏の海の家水死事件【前編】」 - Manatsu no uminoya suishi jiken [zenpen]         | 28 ottobre 2024  |         |
| 18       | 5  | Il caso dell'annegamento in piena estate al chiosco sulla spiaggia (seconda parte) 「真夏の海の家水死事件【後編】」 - Manatsu no uminoya suishi jiken [kōhen]        | 4 novembre 2024  |         |
| 19       | 6  | Il caso del rapimento della talentuosa cantautrice (prima parte) 「天才作曲家誘拐事件【前編】」 - Tensai sakkyokka yūkai jiken [zenpen]                              | 11 novembre 2024 |         |
| 20       | 7  | Il caso del rapimento della talentuosa cantautrice (seconda parte) 「天才作曲家誘拐事件【後編】」 - Tensai sakkyokka yūkai jiken [kōhen]                             | 18 novembre 2024 |         |
| 21       | 8  | Il caso di omicidio nel laboratorio di psicologia (prima parte) 「心理学研究室殺人事件【前編】」 - Shinri-gaku kenkyūshitsu satsujin jiken [zenpen]                  | 25 novembre 2024 |         |
| 22       | 9  | Il caso di omicidio nel laboratorio di psicologia (seconda parte) 「心理学研究室殺人事件【後編】」 - Shinri-gaku kenkyūshitsu satsujin jiken [kōhen]                 | 2 dicembre 2024  |         |
| 23       | 10 | Il caso degli omicidi seriali nell'auberge sull'altopiano (prima parte) 「高原オーベルジュ連続殺人事件【前編】」 - Kōgen Ōberuju renzoku satsujin jiken [zenpen]     | 9 dicembre 2024  |         |
| 24       | 11 | Il caso degli omicidi seriali nell'auberge sull'altopiano (seconda parte) 「高原オーベルジュ連続殺人事件【中編】」 - Kōgen ōberuju renzoku satsujin jiken [chūhen]   | 16 dicembre 2024 |         |
| 25       | 12 | Il caso degli omicidi seriali nell'auberge sull'altopiano (ultima parte) 「高原オーベルジュ連続殺人事件【後編】」 - Kōgen ōberuju renzoku satsujin jiken [kōhen]     | 23 dicembre 2024 |         |
| 26       | 13 | Il caso degli omicidi seriali nell'auberge sull'altopiano (epilogo) 「高原オーベルジュ連続殺人事件【完結編】」 - Kōgen ōberuju renzoku satsujin jiken [kanketsu-hen] | 30 dicembre 2024 |         |